# Pterocomma salicicola
Pterocomma salicicola är en insektsart. Pterocomma salicicola ingår i släktet Pterocomma och familjen långrörsbladlöss. Inga underarter finns listade i Catalogue of Life.